# گورستان دژ میمندی
گورستان دژ میمندی مربوط به دوره ساسانیان است و در بابک، روستای میمند واقع شده و این اثر در تاریخ ۱ فروردین ۱۳۴۵ با شمارهٔ ثبت ۴۹۷ به‌عنوان یکی از آثار ملی ایران به ثبت رسیده است.